# Keszthelyi Rita
Keszthelyi Nagy Rita (Budapest, 1991. december 10. –) olimpiai bronzérmes, Európa-bajnok, világbajnoki ezüstérmes magyar vízilabdázó. A Ferencvárosi TC játékosa. Édesapja Keszthelyi Tibor válogatott vízilabdázó, édesanyja Schäffer Zsuzsa többszörös magyar gyorsúszó bajnok és Európa-bajnoki ezüstérmes vízilabdázó.

## Pályafutása
Tízéves koráig úszott, ezt követően kezdett vízilabdázni az Újpesti TE-ben. 2006-ban bronzérmes volt a junior Európa-bajnokságon. Ebben az évben az UTE-OSC színeiben bemutatkozott a magyar bajnokságban, ahol harmadik helyen végzett. 2007-ben a LEN-kupában harmadik lett a döntőben. A junior világbajnokságon harmadik helyezett volt. Az ifjúsági Európa-bajnokságon hatodik volt. A következő szezonban az OSC-ben szerepelt. 2007 decemberében magyar kupát nyert. 2008-ban a magyar bajnokságban ezüstérmes volt. A LEN-kupában ismét harmadik lett. Az ifjúsági Európa-bajnokságon és a junior Európa-bajnokságon második helyen végzett.
A 2008-2009-es bajnokságban a Domino-Honvéd játékosa volt. 2008 novemberében megnyerte a magyar kupát. 2009-ben a BEK-ben második helyen végzett. A magyar bajnokságban ezüstérmes volt. A góllövőlistán negyedik lett 56 góllal. A junior világbajnokságon, Hanti-Manszijszkban a csapat a negyedik helyen végzett. Keszthelyi a vb góllövőlistáján második volt és beválasztották az all star csapatba is. A junior Eb-n ötödik, valamint gólkirálynő lett. A felnőtt világbajnokságon tagja volt a válogatottnak, amely a hetedik helyen végzett.
A 2009-2010-es szezontól a Dunaújvárosi Főiskolához igazolt. 2009 novemberében sorozatban harmadszor nyerte meg a magyar kupát (harmadik csapatával). Decemberben klubjával a BEK csoportköréig jutott. 2010-ben magyar bajnokságot nyert. A góllövőlistán második volt 85 góllal. A világligában és a világkupában hatodik lett. Az Európa-bajnokságon ötödik helyezést ért el. 2011-ben megvédte magyar bajnoki címét. A góllövőlistán első lett 83 góllal. A felnőtt vb-n kilencedik volt. A junior világbajnokságon ezüstérmes lett.
A 2011–2012-es szezontól a Szentesi VK játékosa volt. 2011 novemberében a magyar kupa döntőjéig jutottak. A LEN-kupában az elődöntőben estek ki. Az év végén a legjobb magyar vízilabdázónőnek választották. 2012-ben harmadik lett a magyar bajnokságban. Az Európa-bajnokságon bronzérmet szerzett és a legeredményesebb játékos lett. Az olimpiai selejtezőn, a válogatottal kivívta az ötkarikás indulás lehetőségét. Az olimpián negyedik helyezést ért el.
Az új szezonban az Egri VK játékosa lett. Csapatával magyar bajnok lett. A góllövőlistán második helyen végzett. 2013-ban negyedik helyen végzett a női BEK-ben. A világligán negyedik helyezett volt. A világbajnokságon bronzérmet szerzett. 21 góllal második lett a góllövőlistán. Az újságírók szavazatai alapján bekerült a torna csapatába. 2013 őszétől az Orizzonte Catania játékosa lett.
2014-ben második lett az olasz kupában, harmadik BEK-ben és az olasz bajnokságban. A góllövőlistán első helyen végzett. Júliusban az UVSE-be igazolt. A 2014-es női vízilabda-Európa-bajnokságon bronzérmes lett. 19 góljával a góllövőlistán első helyen végzett. Új csapatával 2014-ben kupagyőztes, 2015-ben magyar bajnok lett és a bajnokság legértékesebb játékosának választották.
A 2015-ös női vízilabda-világbajnokságon kilencedik lett. 21 góllal a torna gólkirálya lett és beválasztották a vb csapatába.
A 2016-os női vízilabda-Európa-bajnokságon aranyérmes válogatott csapatkapitánya, 23 góllal a torna gólkirálya volt. A 2015–2016-os magyar női vízilabda-bajnokság gólkirálya és legjobb játékosa lett.
Tagja volt a 2021-re halasztott tokiói olimpián bronzérmet szerző válogatottnak. A bronzmérkőzésen szerepelt 300. alkalommal a válogatottban.
Tagja volt a 2022-es vizes világbajnokságon a női tornán ezüstérmet szerző válogatottnak. 2022 nyarán a spanyol CN Mataró játékosa lett.Az Európa-bajnokságot a kapitánnyal egyeztetve kihagyta.
2023-ban hatodik lett a világbajnokságon. 2024-ben az olimpián és az Eb-n ötödik, a vb-n második volt. Az olimpia után a CN Sabadell játékosa lett. Októberben Európai szuperkupát nyert.
2025. június 5-én bejelentették, hogy Spanyolországban töltött három év után hazatér, méghozzá a Ferencvárosi TC csapatába.

## Díjai, elismerései
- Klubbal elért sikerei:
  - OSC, UTE-OSC:
    - Magyar vízilabdakupa:
      - Győztes (1): 2007

    - OB I
      - Ezüstérem (1): 2008
      - Bronzérem (1): 2007

    - LEN-kupa:
      - Bronzérem (2): 2006–2007, 2007–2008

  - Domino-Honvéd:
    - OB I
      - Ezüstérmes (1): 2008–2009

    - Magyar vízilabdakupa
      - Győztes (1): 2008

    - LEN-bajnokok ligája
      - Bronzérem (1): 2008–2009

  - Dunaújvárosi Főiskolához VE:
    - OB I
      - Bajnok (2): 2009–2010, 2010–2011

    - Magyar vízilabdakupa
      - Győztes (1): 2009

    - OB I gólkirály:
      - 2010-2011

  - Szentesi VK:
    - OB I
      - Bronzérmes (1): 2011–2012

    - Magyar vízilabdakupa
      - Döntő (1): 2011

    - LEN-kupa
      - Elődöntő (1): 2011-2012

  - Egri VK:
    - OB I
      - Bajnok (1): 2012–2013

    - Magyar vízilabdakupa
      - Győztes (1): 2012

    - LEN-bajnokok ligája:
      - Negyedik (1): 2012-2013

  - Orizzonte Catania :
    - olasz bajnokság:
      - Bronzérem (1): 2013–2014

    - LEN-bajnokok ligája
      - Bronzérmes (1): 2013–2014
      - Gólkirály: 34 gól

  - UVSE:
    - OB I
      - Bajnok (7): 2014–2015, 2015–2016, 2016–2017, 2017–2018, 2018–2019, 2020–2021, 2021–2022

    - Magyar vízilabdakupa
      - Győztes (5): 2014, 2015, 2016, 2017, 2018

    - LEN-bajnokok ligája
      - Döntős (1): 2015-16

    - LEN-kupa
      - Győztes (1): 2016-17

  - CN Mataró:
    - spanyol bajnokság
      - győztes (1): 2024
      - második (1): 2023

    - spanyol kupa
      - második (1): 2023

    - spanyol szuperkupa
      - győztes (1): 2022[21]
      - második (1): 2023

    - LEN-bajnokok ligája
      - harmadik (1): 2022–23

  - CN Sabadell:
    - Európai szuperkupa
      - győztes (1): 2024

    - LEN-bajnokok ligája
      - második (1): 2025
- Válogatottal:

Magyarország
- Olimpiai játékok:
  - bronzérem (1) 2021
- Világbajnokság:
  - ezüstérem (3) 2022, 2024, 2025
  - Bronzérem (1): 2013
- Európa-bajnokság:
  - Aranyérem (1): 2016
    - Gólkirály: 23 gól

  - Bronzérem (3): 2012, 2014, 2020
    - Gólkirály: 28 gól (2020)
- Junior világbajnokság:
  - Ezüstérem (1): 2011
  - Bronzérem (1): 2007
- Junior Európa-bajnokság:
  - Ezüstérem (1): 2008
  - Bronzérem (1): 2006
- Ifjúsági Európa-bajnokság:
  - Ezüstérem (1): 2008
- Egyéni:
- Szalay Iván-díj (a legjobb utánpótlás játékos) (2009)
- Az év utánpótláskorú vízilabdázója (Heraklesz) (2009, 2010)
- Az év magyar vízilabdázója (2011, 2013, 2014, 2015,[22] 2016,[23] 2018,[24] 2019,[25] 2020[26])
- Magyar Ezüst Érdemkereszt (2012)
- A magyar bajnokság legértékesebb játékosa (2015)
- A 2015-ös női vízilabda-világbajnokság gólkirálya (2015)
- Az év európai vízilabdázója választás: harmadik helyezett (LEN) (2015)[27]
- A 2016-os női vízilabda-Európa-bajnokság gólkirálya (2016)
- Magyar Arany Érdemkereszt (2021)[28]
- A 2024-es olimpiai játékok all star csapatának tagja.[29]